# 中山応助
中山 応助（なかやま おうすけ、1850年〈嘉永3年〉1月25日 - 没年不詳）は、明治期の教育者。

## 人物
常陸国鹿島郡柏熊（現・茨城県鉾田市）出身。
川元麑山の門人。麑山は1844年（弘化元年）に滝浜の寺の庫裡に塾を開き教育を行っていたが、明治3年（1870年または1871年）、応助に塾を託した。
応助が1874年（明治7年）5月に大洗の大洗町立祝町小学校へ赴任したことにともない同塾は閉鎖されたが、学制の発布をうけた茨城県が1875年（明治8年）に滝浜小学校として開校した。のち1885年（明治18年）5月、応助も滝浜小学校の六等訓導として同校の教育に携わった。